# Helga Thomas (Erziehungswissenschaftlerin)
Helga Z. Thomas (* 4. Oktober 1937 in Mährisch-Ostrau; † 26. Mai 2015 in Berlin) war eine deutsche Erziehungswissenschaftlerin.
In den 1970er Jahren hat sie das Fachgebiet „Allgemeine, Historische und Systematische Pädagogik“ an der Technischen Universität Berlin aufgebaut und bis zu ihrer Emeritierung im Jahr 2003 geleitet. Sie war 1991 bis 1994 Gründungsdekanin der Fakultät „Philosophie und Sozialwissenschaften“ und Gründungsdirektorin des Zentrums für Technik und Gesellschaft der Technischen Universität Cottbus. 1995 wurde sie Ehrensenatorin der BTU Cottbus.